# METTL27
METTL27 (англ. Methyltransferase like 27) – білок, який кодується однойменним геном, розташованим у людей на 7-й хромосомі. Довжина поліпептидного ланцюга білка становить 245 амінокислот, а молекулярна маса — 26 522.
| 10         |  | 20         |  | 30         |  | 40         |  | 50         |
| ---------- |  | ---------- |  | ---------- |  | ---------- |  | ---------- |
| MAQEEGGSLP |  | EVRARVRAAH |  | GIPDLAQKLH |  | FYDRWAPDYD |  | QDVATLLYRA |
| PRLAVDCLTQ |  | ALPGPPHSAL |  | ILDVACGTGL |  | VAAELRAPGF |  | LQLHGVDGSP |
| GMLEQAQAPG |  | LYQRLSLCTL |  | GQEPLPSPEG |  | TFDAVLIVGA |  | LSDGQVPCNA |
| IPELHVTKPG |  | GLVCLTTRTN |  | SSNLQYKEAL |  | EATLDRLEQA |  | GMWEGLVAWP |
| VDRLWTAGSW |  | LPPSWRWYPA |  | SLPRMASSPA |  | LSTCTESGRR |  | PRLRK      |

A: Аланін

C: Цистеїн

D: Аспарагінова кислота

E: Глутамінова кислота

F: Фенілаланін

G: Гліцин

H: Гістидин

I: Ізолейцин

K: Лізин

L: Лейцин

M: Метіонін

N: Аспарагін

P: Пролін

Q: Глутамін

R: Аргінін

S: Серин

T: Треонін

V: Валін

W: Триптофан